# Organo Lowrey
L'organo Lowrey è un organo elettronico che ha preso il nome del suo inventore, Frederick Lowrey, un imprenditore ed industriale di Chicago.
Negli anni sessanta e settanta Lowrey era il maggior produttore al mondo di organi elettronici, e nel 1989 la Lowrey Organ Company ha prodotto il suo organo n. 1.000.000. Il marchio era distribuito dalla Chicago Musical Instruments, che distribuiva all'epoca anche Gibson e Farfisa.

## Storia
Nel 1956 la Lowrey brevettò un pedale d'espressione munito di leveraggi laterali per permettere funzioni aggiuntive come il Glide (conosciuto anche come effetto "Haway"), con lo spostamento momentaneo di tutta l'accordatura generale di un semitono in basso, muovendo il piede lateralmente.
Gli organi Lowrey originariamente erano previsti per il mercato home entertainment, tuttavia alcuni modelli furono immediatamente utilizzati anche da alcuni gruppi musicali rock e in seguito la stessa Lowrey avrebbe introdotto diversi modelli portatili, come il T1 e T2.
Il Lowrey erano tecnicamente e sonicamente diversi dagli Hammond e spesso avevano incorporata una sezione di "accompagnamento automatico".

## L'organo Lowrey e il suo impiego nella musica
L'organo Lowrey è uno dei tanti organi utilizzati dai Beatles nel brano del 1967 Being for the Benefit of Mr. Kite! (dall'LP Sgt. Pepper's Lonely Hearts Club Band), ed in particolare l'organo modello Lowrey DSO Heritage fu usato per realizzare la classica introduzione di Lucy in the Sky with Diamonds.
L'organo combo (ovvero portatile per gruppi beat/rock) Gibson/Kalamazoo G101, ampiamente utilizzato da Ray Manzarek negli album dei The Doors Waiting For The Sun e The Soft Parade, nonché in parecchi concerti del periodo in sostituzione del Vox Continental italiano, soggetto a rotture, era di progettazione Lowrey. 
Nel 1971, l'organo Lowrey fu utilizzato per realizzare il rumore di fondo simil-sintetizzatore nella canzone degli Who Baba O'Riley.
Il tastierista Mike Ratledge del gruppo progressive inglese Soft Machine faceva prevalentemente uso di un Lowrey a spinetta, protagonista evidente nei primi due album, in seguito affiancato da un Hammond.
L'organo, con i suoi pattern di batteria built-in, fu anche ascoltato nel brano singolo Why Can't We Live Together di Timmy Thomas del 1972, che vendette milioni di copie.
Un Lowrey si vede anche nel video Fireflies, famosa hit del gruppo synth pop americano Owl City del 2009.